# ギリシア国家情報庁
ギリシア国家情報庁（ギリシア語: Εθνικής Υπηρεσίας Πληροφοριών；略称ΕΥΠ、英語：National Intelligence Service；略称NIS）は、ギリシア共和国の諜報機関・保安機関。

## 概要
国家情報庁の前身は、1953年に設置された中央情報庁（ΚΥΠ、CIS）である。
1986年、中央情報庁は、文民官庁の国家情報庁に改称された。同庁の任務は、国家の安全に係わる諜報情報の収集、処理、配布であり、業務内容は大統領令により規制される。

## 機構
NIS長官
- 法律顧問
- 監査部
- 第2局 - 長官官房
- 長官秘書局
- 保安部

第一副長官（作戦担当）
- 第1局 - 情報収集
- 第3局 - スパイ・テロ・組織犯罪対策
- 第4局 - 情報分析
- 第5局 - 通信
- 地域支援部署

第二副長官（会計・行政担当）
- 第6局 - IT
- 第7局 - 会計・人事
- 第8局 - 兵站

## 歴代長官
国家情報庁長官のみ。
1. Makedos Philippos （1986年5月29日～1987年5月4日）
2. Tsimas Konstantinos （1987年5月5日～1989年4月19日）
3. POLITIS Georgios （1989年4月20日～1989年7月9日）
4. Georgoulakis Georgios （1989年7月10日～1989年7月31日）
5. Aggelopoulos Dimitrios （1989年7月31日～1990年3月31日）
6. Kalamakis Pantelis （1990年4月1日～1990年12月10日）
7. Mpales Panagiotis （1990年12月10日～1993年10月18日）
8. Vassilikopoulos Leonidas （1993年10月18日～1996年4月25日）
9. Stavrakakis Charalampos （1996年4月25日～1999年3月16日）
10. Apostolides Pavlos （1999年3月16日～）